# جورج کمپل
جورج کمپل (انگلیسی: George Campbell; ۱ فوریهٔ ۱۸۷۸ – ۴ نوامبر ۱۹۷۲) بازیکن لاکراس اهل کانادا بود.